# Thomas Ahlström
Thomas Ahlström (né le 17 juillet 1952) est un footballeur suédois des années 1970 et 1980.

## Biographie
Pouvant évoluer en milieu ou en attaque, Thomas Ahlström fut international suédois à onze reprises (1973-1982) pour deux buts inscrits. 
Il participa à la Coupe du monde de football de 1974, où il ne joua que deux matchs sur les six, en tant que remplaçant, contre l'Uruguay (à la 60e minute à la place de Benno Magnusson) et contre la Pologne (à la 80e minute, à la place de Staffan Tapper). La Suède fut éliminée au second tour.
Il joua dans deux clubs : le premier est suédois, l'IF Elfsborg avec qui il remporta une D2 suédoise en 1972 et fut meilleur buteur du championnat en 1983 ; le second est grec, l'Olympiakos Le Pirée, avec qui il remporta trois fois de suite le championnat grec ainsi qu'une coupe de Grèce en 1981.

## Clubs
- 1971-1979 :  IF Elfsborg
- 1979-1982 :  Olympiakos Le Pirée
- 1982-1984 :  IF Elfsborg

## Palmarès
- Championnat de Suède de football
  - Vice-champion en 1977
- Meilleur buteur du championnat suédois
  - Récompensé en 1983
- Championnat de Suède de football D2

- - Champion en 1972
- Coupe de Grèce de football
  - Vainqueur en 1981
- Championnat de Grèce de football
  - Champion en 1980, en 1981 et en 1982